# Borinbizkarra
Borinbizkarra és un barri de la ciutat de Vitòria (Àlaba) situat al nord-est del futur districte de Zabalgana. Té una superfície de 343.505 metres quadrats.

## Situació
Limita al nord amb el barri de Sansomendi a través de l'Avinguda dels Huetos, a l'est amb el barri de San Martin a través de l'Avinguda del Mediterráneo, al sud amb la resta de Zabalgana a través de la via del ferrocarril i a l'oest amb el sector d'Elejalde i el poble d'Ali.

## Constitució
Aquest sector es construeix entorn d'un gran parc central, al voltant del qual es distribueixen els carrers, edificis i equipaments.
Estan previstos 2.000 habitatges: 1.568 (el 78,40%) de protecció oficial, 344 col·lectives lliures i 88 adossades, sent el tercer sector de Zabalgana per nombre d'habitatges. Les parcel·les per a equipaments sumen un total de 60.922 metres quadrats, dividides en 9 parcel·les: 5 per a equipaments educatius, 2 per a equipaments esportius, una per a equipament social i una altra per a equipament general, però ha estat modificat en perjudici dels veïns.